# Alt om Eva
Alt om Eva er en amerikansk film fra 1950 instrueret af Joseph L. Mankiewicz. Filmen er baseret på romanen The Wisdom of Eve af Mary Orr.

## Plot
Filmen følger en ung skuepillerinde ved navn Eve (Eva på dansk) som vinder en teaterpris for årets skuepillerinde. Filmen fortælles nu i flashback og vi ser hvordan en genert Eve får et job som personlig assistent for sit store idol Margo Channing, som er en aldrende teaterskuespillerinde, hvis karrierer er på tilbagetog. Eve lærer hurtigt branchen at kende indefra og alt imens Margos liv og karrierer falder fra hinanden indser vi nu at Eve selv ligger inde med et skuespilletalent og hun griber nu chancen og bliver det nye hotte navn. Det ses til sidst i filmen at Eve hele tiden havde ønsket sig at blive en stor skuespillerinde og hun brugte kun Margo som et middel for fremme sig selv.